# Prawo Hessa

Przykład obliczeń standardowego ciepła reakcji na podstawie standardowych ciepeł tworzenia reagentów (zastosowanie prawa Hessa)

Prawo Hessa, zwane też prawem stałej sumy ciepeł, sformułowane w 1840 r. przez Germana Hessa mówi, że:
Ciepło reakcji chemicznej przebiegającej w stałej objętości lub pod stałym ciśnieniem nie zależy od tego jaką drogą przebiega reakcja, a jedynie od stanu początkowego i końcowego.
Oznacza to, że ciepło reakcji nie zależy od tego, czy produkty otrzymano z substratów bezpośrednio czy poprzez dowolne etapy pośrednie. Jeżeli w trakcie reakcji nie występuje praca użyteczna, wówczas ciepło przemiany będzie zależało jedynie od stanu początkowego i końcowego.
Prawo Hessa jest konsekwencją prawa zachowania energii w reakcjach chemicznych.
Prawo Hessa pozwala w pośredni sposób wyznaczyć wielkości termodynamiczne, których nie da się zmierzyć doświadczalnie, np. standardowych wartości ciepła tworzenia węglowodorów, na podstawie łatwych do zmierzenia ciepeł spalania.